# Maretia planulata
A Maretia planulata a tengerisünök (Echinoidea) osztályának Spatangoida rendjébe, ezen belül a Maretiidae családjába tartozó faj.

## Előfordulása
A Maretia planulata előfordulási területe a Vörös-tenger és az Indiai-óceán nyugati fele, főleg az Aldabra-sziget és a Mascarenhas-szigetcsoport közé eső része. Kenya tengerpartjaitól Mauritiusig és a Seychelle-szigetekig is fellelhető. Továbbá Madagaszkár tengervizeiben is jelen van.

## Alfaja
A Vörös-tenger egyiptomi szakaszán talált pliocén kori Maretia planulata abbassi Ali, 1985 nevű taxont, ennek a tengerisünnek a fosszilis alfajaként tartják számon.

## Megjelenése
Élőhelytől függően 40-70 milliméteresre nő meg. A tengerisünt kemény burok védi, ezen pedig számos önállóan mozgatható tüske ül. A színezete piszkosfehéren-feketén tarkázott, néha lilás árnyalattal.

## Életmódja
A trópusi tengerfenék és kontinentális selfterület lakója, amely 0-60 méteres mélységek között él. A fenéken található szerves törmelékkel táplálkozik, de a dögöket sem veti meg.

## Képek

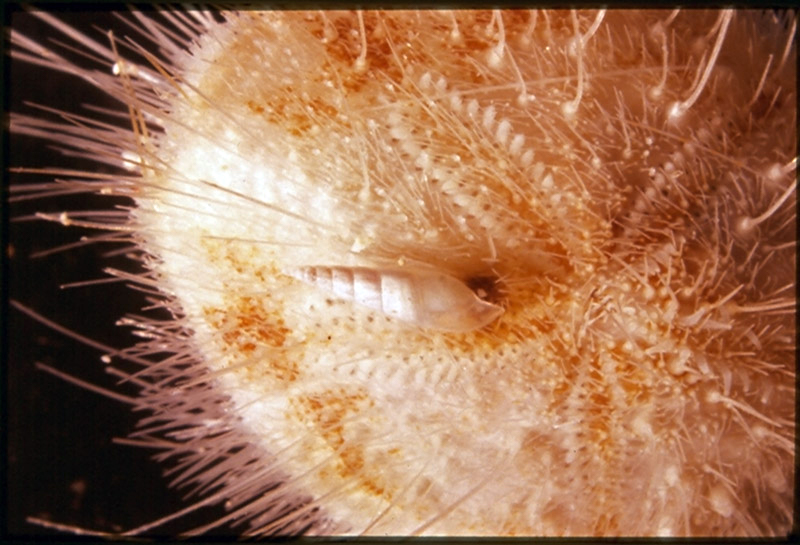
Az állat közelről egy csigával
Akváriumban
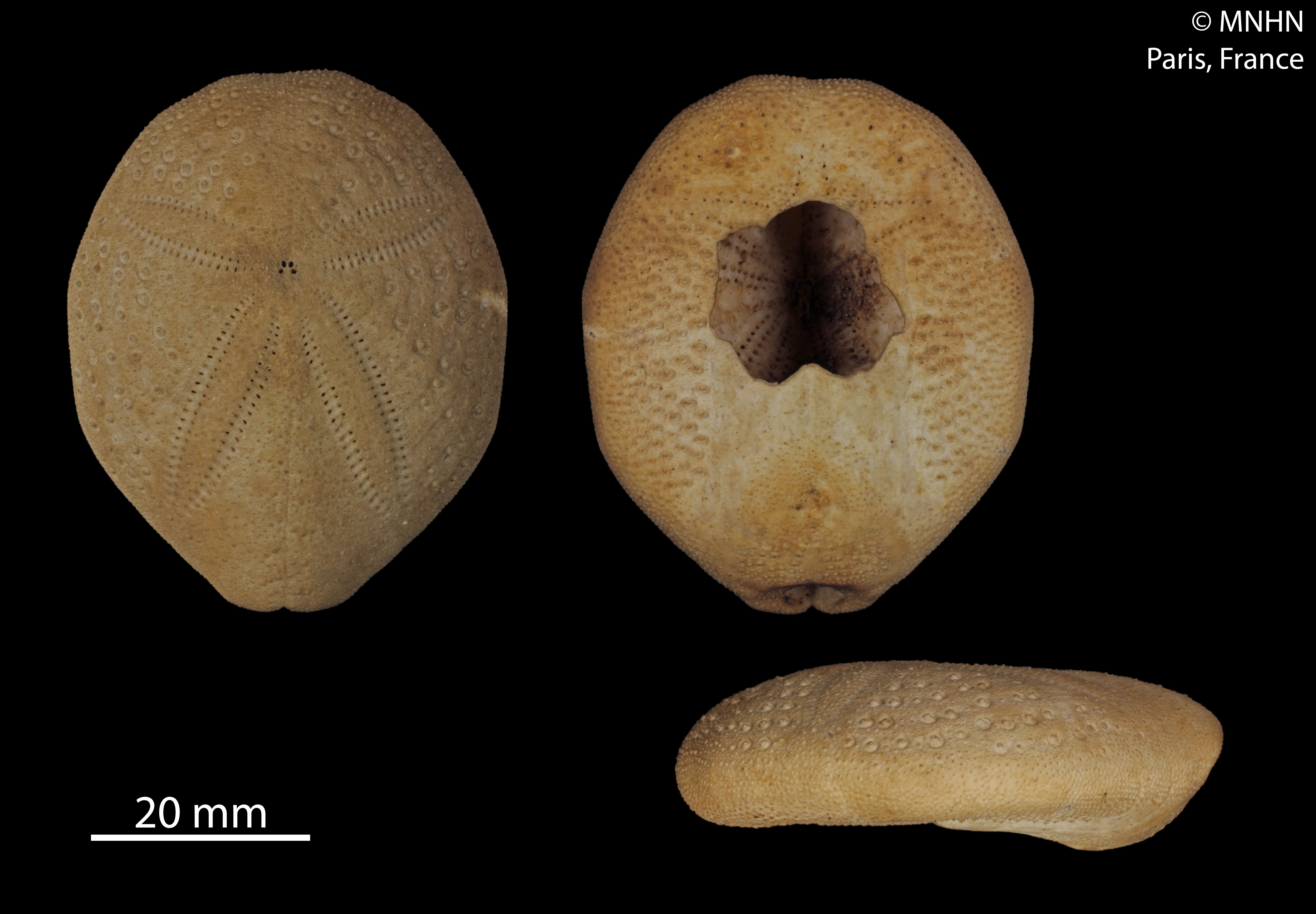
Tüske nélküli példány három oldalról nézve